# Oh Love
«Oh Love» —en español: «Oh amor»— es una canción interpretada por la banda estadounidense de rock Green Day, incluida en su noveno álbum de estudio, ¡Uno!, de 2012. El vocalista y guitarrista de la banda Billie Joe Armstrong la compuso, mientras que Rob Cavallo y Green Day la produjeron. Esta se grabó en los estudios JingleTown Recording, de Oakland, California. Reprise Records, subsidiaria de Warner Bros. Records, la lanzó como sencillo el 16 de julio de 2012. «Oh Love» es una canción power pop que representa un fuerte cambio en el tema lírico con respecto a sus anteriores dos álbumes, American Idiot y 21st Century Breakdown. Mike Dirnt declaró que el grupo quería alejarse de la importante carga política, y hacer algo más sucio y de regreso a lo básico.
La canción recibió reseñas positivas y negativas por parte de los críticos musicales. Sarha Moly de Billboard comentó que la melodía es similar a la de sus primeros álbumes, mientras que David Fricke de la revista Rolling Stone llegó a comparar la voz de Armstrong con la de John Lennon. En cuanto al ámbito comercial, obtuvo una recepción regular a nivel mundial. En los Estados Unidos llegó al puesto noventa y siete en el Billboard Hot 100, pero alcanzó el número uno en la lista Rock Songs y el tres en Alternative Songs. En Europa logró su máxima posición en Austria, en la lista Austrian Singles Chart. También llegó al puesto número cinco en la lista Japan Hot 100.
El videoclip correspondiente lo dirigió Samuel Bayer, quien trabajó anteriormente con la banda en los videos de American Idiot, y también en videos de Blink-182, My Chemical Romance, Nirvana, entre otros. La cadena de televisión MTV lo estrenó el 25 de agosto de 2012, y al día siguiente el cuarteto lo publicó en YouTube. Su segunda versión cuenta con la calificación R (restringida) y se publicó en la página web de la revista Playboy. Green Day la interpretó en varios eventos y programas de televisión, entre estos el festival Summer Sonic, la final del America's Got Talent, el programa matutino Good Morning America y en una actuación en el iHeartRadio Music Festival.

## Antecedentes y lanzamiento

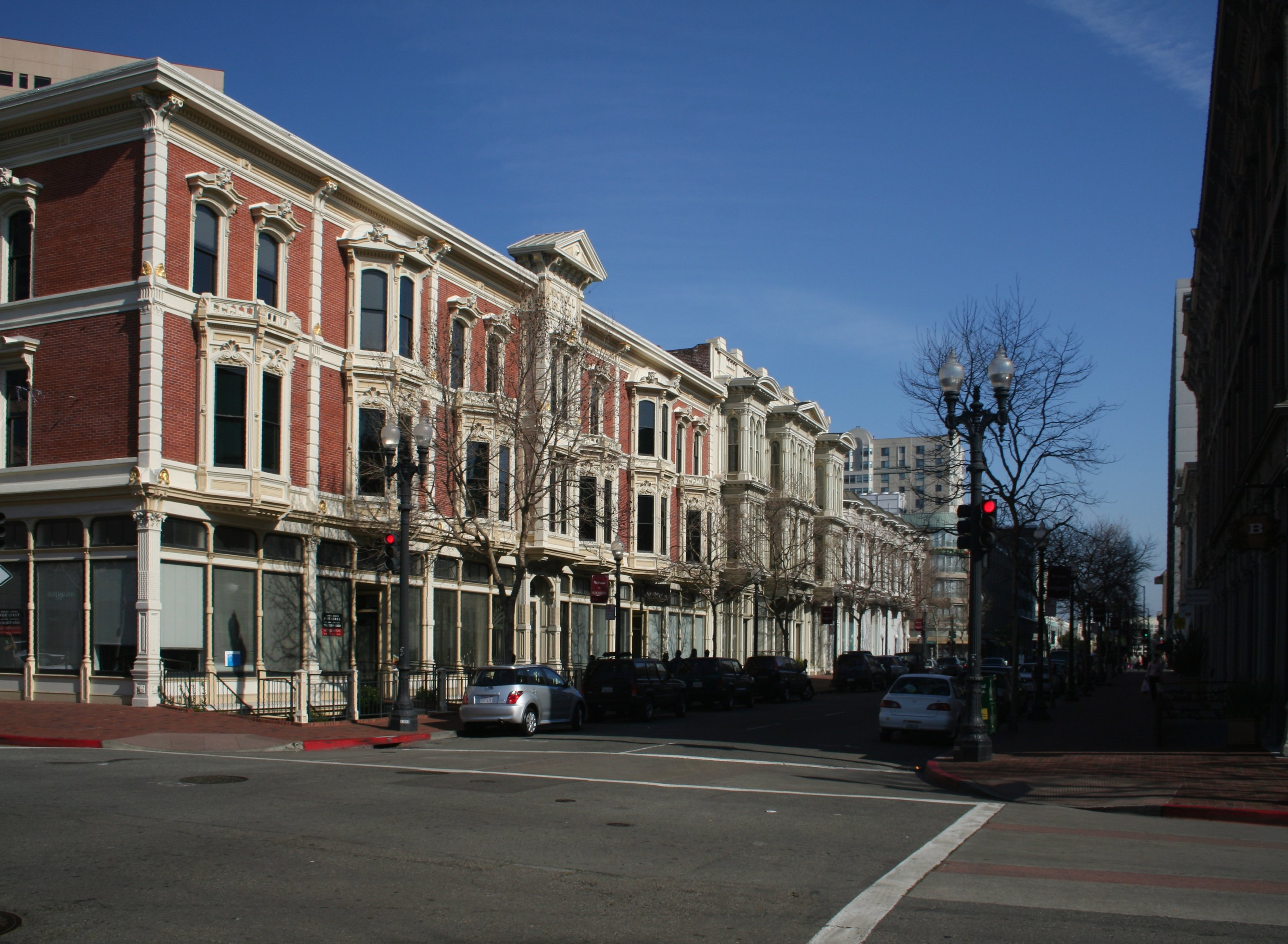
Oakland, donde se grabó la canción.

Billie Joe Armstrong compuso el tema, mientras que su producción musical quedó a cargo de Green Day y Rob Cavallo. La misma se llevó a cabo en el estudio JingleTown Recording, en Oakland; la mezcla en Mix LA, en Los Ángeles; y su masterización en Sterling Sound, en Nueva York. El 12 de agosto de 2011, la banda interpretó la canción por primera vez en el Tiki Bar, ubicado en Costa Mesa, California. En la actuación también presentaron diversas canciones de ¡Uno!, ¡Dos! y ¡Tré!, entre ellas «Nuclear Family», «Stay the Night», «Wild One», «Stray Heart», «8th Avenue Serenade», «Little Boy Named Train», y otras. En febrero de 2012, Armstrong anunció que el grupo estaba en el estudio grabando material para un nuevo álbum. Más tarde, el cantante publicó en Twitter: «Happy Valantine's day! Officially started recording the new record today» (en español, «¡Feliz día de San Valentín! Oficialmente hoy comenzamos a grabar el nuevo disco»). Posteriormente comentó en una entrevista: «Estamos en el momento más prolífico y creativo en nuestras vidas. Esta es la mejor música que he escrito […] Cada canción tiene el poder y la energía que representa a Green Day en todos los niveles emocionales». Finalmente, ellos anunciaron que publicarían una trilogía titulada ¡Uno!, ¡Dos! y ¡Tré!
El 25 de junio de 2012, el cuarteto anunció que «Oh Love» sería el primer sencillo de ¡Uno! Antes de su lanzamiento, Green Day publicó un video en su cuenta de YouTube con un pequeño fragmento perteneciente a la canción. El video, con una duración de dieciséis segundos, está compuesto por la portada del álbum, mientras un segmento del sencillo se reproduce en segundo plano. Reprise Records, subsidiaria de Warner Bros. Records, lanzó «Oh Love» el 16 de julio de 2012. Al mismo tiempo, el canal de Green Day en YouTube también publicó un video con la letra de la canción. Días más tarde, el 20 de julio, confirmaron el lanzamiento de un EP, el cual incluye «Oh Love» y una versión en vivo de los sencillos «American Idiot», «Boulevard of Broken Dreams», «21 Guns» y «Know Your Enemy». Este se estrenó el 14 de agosto a través de la cadena de tiendas Walmart.

## Composición
«Oh Love» es una canción power pop con una duración de cinco minutos y cuatro segundos. La misma está compuesta en la tonalidad la bemol mayor y utiliza la progresión armónica I-IV-I-V-I. Su estilo musical es una reminiscencia de los primeros álbumes de la agrupación, como Dookie (1994) y Nimrod (1997). La canción representa un alejamiento de la banda con respecto a los temas políticos, los cuales se desarrollaron claramente en los álbumes American Idiot y 21st Century Breakdown. El bajista de Green Day, Mike Dirnt, dijo al respecto: «Estábamos pensando en hacer un asesino álbum de power pop, más sucio y de regreso a lo básico». Por su parte, Billie Joe Armstrong declaró: «"Oh Love" es como pensar con tu corazón y no tanto con tu cabeza, y tal vez perder la razón y disparar un poco a la zona de la entrepierna [...] Es sobre el amor, la tensión sexual y cosas así». David Fricke de la revista Rolling Stone, dijo que tiene un aroma a ópera cuando Armstrong canta «Oh love, Won’t you rain on me tonight?», «una clara alusión al clímax de Quadrophenia de The Who»; también comparó su voz, en el comienzo de «Oh Love», con la de John Lennon. Sarha Moly de Billboard explicó que la instrumentación de la guitarra es simple y la melodía es similar a la de los primeros álbumes de Green Day.

## Recepción

### Crítica
«Oh Love» recibió comentarios positivos y negativos por parte de varios críticos musicales. David Fricke de Rolling Stone le otorgó cuatro estrellas de cinco y comentó: «Solo una voz brillante, estridente y quebradiza pulsa la guitarra [...] Pero cuando los compañeros de Armstrong caen en conjunto a él, el sonido de Green Day toma el camino original a como los amaste: pesado y duro como en sus trincheras, pero de nuevo en el garaje, listos para arrebatar». Scott Shetler de PopCrush también la calificó con cuatro estrellas sobre cinco. En su crítica la comparó con «Jesus of Suburbia», sencillo de American Idiot, donde la nombró «una versión mucho más corta y un poco más accesible» que esta. Además, señaló que era «una buena noticia para los seguidores de Green Day y para los que extrañaban el rock en el Top 40». Rick Florino de Artist Direct le otorgó cinco estrellas sobre cinco y afirmó que «"Oh Love" suena tan grandiosa como cualquier banda con una masiva cuota conceptual, pero con un toque de la vieja escuela». Por otra parte, el sitio web PopBlerd publicó: «Pese a estar en un ritmo similar al de los clásicos de Green Day, "Oh Love" no tiene nada en común con ellos [...] [Es] un himno para alguien que necesita un himno [...] Es cliché tras cliché».
Sin embargo, un crítico de la revista NME le dio una reseña bastante negativa. En ella comentó que «"Oh Love" se siente más bien como un petardo mojado, [como] el sonido de un perezoso animal soporífero despertando de un sueño». Asimismo, Heather McDaid de Stereoboard también le dio una reseña negativa y dijo: «Tal vez sean las altas expectativas que rodean a Green Day [...] pero esto se siente un tanto mediocre». «Una pista de cinco minutos necesita cautivar a un oyente por un período prolongado [...] "Jesus of Suburbia" ha demostrado que la banda en más que capaz en este fenómeno, sin embargo, no hay nada en esta canción que atrape a un oyente desprevenido». Joe Robinson de Diffuser dijo que «el sencillo cumple con la promesa de la banda». También argumentó que «"[Oh] Love" sigue en pie por sonar como una pieza de un gran rompecabezas».

### Comercial
«Oh Love» tuvo una recepción comercial regular a nivel mundial. En Norteamérica ingresó en las principales listas de Canadá y los Estados Unidos. En su país natal, la canción vendió entre 16 000 y 18 000 copias digitales en su primera semana. Posteriormente, ingresó en la lista Billboard Hot 100 y alcanzó la posición noventa y siete. En la misma semana, debutó en el primer puesto en el conteo Rock Songs con una impresión en la audiencia de trece millones en 145 estaciones de radio. En ese puesto se mantuvo durante siete semanas no consecutivas. Es la tercera canción en debutar en dicha posición, detrás de «The Catalyst» de Linkin Park en 2010 y «Rope» de Foo Fighters en 2011. También el 4 de agosto, ingresó en Alternative Songs en el puesto número siete. El 18 de agosto escaló al número tres y allí se mantuvo durante tres semanas. «Oh Love» es la vigésima octava canción de Green Day en ingresar en dicha lista, y la vigésima en lograr el top diez. Luego ingresó en la lista Adult Pop Songs donde alcanzó la posición veintitrés. En Canadá se ubicó en el puesto cuarenta y cinco del ranking Canadian Hot 100, en la lista se mantuvo catorce semanas.
En Europa logró un éxito moderado. En Alemania consiguió el puesto cuarenta y cuatro en el conteo German Singles Chart. En Austria debutó en la posición treinta y cuatro en la lista Austrian Singles Chart. En la edición del 14 de septiembre de 2012, alcanzó su máxima posición en el puesto veintiocho. En la región flamenca de Bélgica llegó al puesto veinticuatro en el Ultratip 50, mientras que en la región valona consiguió el puesto veinte en el Ultratip 40. En los Países Bajos debutó en el ochenta y ocho y se mantuvo una sola semana en la lista Single Top 100. También llegó al diecinueve en la lista UK Rock Chart del Reino Unido. En República Checa alcanzó la posición treinta y dos y en Suiza el sesenta y cinco. En Japón llegó hasta el quinto puesto en Japan Hot 100.

## Promoción

### Interpretaciones en directo

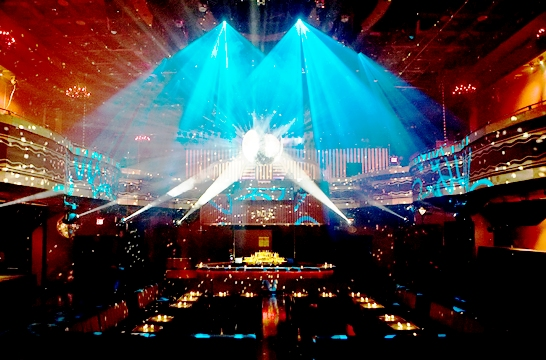
Green Day interpretó «Oh Love» en el club nocturno Webster Hall de Nueva York.

El 11 de agosto de 2011 Green Day se presentó en el Tiki Bar, en Costa Mesa, California. Allí tocaron quince canciones inéditas hasta esa fecha, incluida «Oh Love». Los ingresos recaudados en el concierto los donaron a la «Cystic Fibrosis Foundation» (en español, «Fundación de Fibrosis Quística»), una organización sin fines de lucro dedicada a controlar, curar y mejorar la calidad de vida de los pacientes con dicha enfermedad. Con una temática inspirada en Halloween, el 27 de octubre del mismo año la banda se presentó en el Webster Hall, ubicado en Manhattan, Nueva York. En la actuación, el cantante Billie Joe Armstrong lució como Jack Skellington de The Nightmare Before Christmas, el bajista Mike Dirnt con maquillaje de zombi y el baterista Tré Cool con un vestido de hadas y una peluca rubia. En el íntimo show presentaron varias canciones de toda su carrera junto a varias de la trilogía ¡Uno! ¡Dos! y ¡Tré!, como «Oh Love», «Carpe Diem», «Let Yourself Go», entre otras. El 6 de agosto de 2012 realizaron un concierto en el Echoplex, Los Ángeles, California, donde la canción formó parte del repertorio. Ese mes la interpretaron en el programa Music Station, en Japón. En el mismo país, en la ciudad de Tokio, la tocaron en el festival Summer Sonic frente a unas 50 000 personas.
A mediados de 2012 se presentaron en el teatro O2 Shepherds Bush Empire, en Londres. En el espectáculo, con una duración aproximada de dos horas, tocaron canciones pertenecientes a sus primeros álbumes, como «Going to Pasalacqua» de 39/Smooth y «2,000 Light Years Away» de Kerplunk, incluso de la trilogía, como «Oh Love». Un mes más tarde, en septiembre, la interpretaron en la final del programa America's Got Talent. Al otro día, el 14 del mismo mes, asistieron al programa matutino Good Morning America, donde tocaron «Oh Love» junto a «Stay the Night», «Holiday» y «Basket Case». Diez días después, el cuarteto dio un show en el iHeartRadio Music Festival. Con una lista de canciones programada para cuarenta y cinco minutos, solo tocaron treinta de ellas donde interpretaron «American Idiot», «Holiday», «Fuck Time», «Longview», «Oh Love», «St Jimmy» y parte de «Basket Case». Debido al inconveniente, Armstrong reaccionó de manera violenta al ver que le quedaba solo un minuto de su presentación. Antes de retirarse de la misma, destrozó su guitarra y dirigió varios insultos al evento.

### Video musical
El video musical de «Oh Love» lo dirigió Samuel Bayer, quien trabajó anteriormente con ellos en todos los videos de American Idiot y en el álbum en directo Bullet In a Bible. El 15 de agosto de 2012, MTV lo estrenó seguido de una entrevista con el grupo, en la cual respondían varias preguntas hechas por sus seguidores. Al día siguiente, Green Day subió el video a su cuenta en YouTube. Antes de su lanzamiento, Armstrong comunicó que el video contaba con dos versiones, una PG (supervisión paterna) y otra R (restringida). El 18 de septiembre de 2012, la revista Playboy estrenó la versión restringida (o para mayores de dieciocho años) en su sitio web. Este expone a la mayoría de las modelos del video en topless, además de diversas escenas originales del mismo. El videoclip de «Oh Love» muestra a los integrantes de la banda tocando en un estudio lleno de grafitis, redeados por modelos tatuadas y con poca ropa. Por otra parte, James Montgomery de MTV comentó sobre el vídeo: «Realmente, se refiere a la medida de las cosas. Sin argumento, sin mensaje, solo un montón de chicas sucias y un poco de skuzzy rock. Con "Oh Love", ellos tienen una fiesta como si no hubiese mañana, sobre todo porque, después de veinticinco años, quizás consista en que tal vez no hay un mañana».

## Formatos
- Descarga digital

| «Oh Love» |           |          |  |
| N.º       | Título    | Duración |  |
| 1.        | «Oh Love» | 5:03     |  |

- Sencillo en CD y EP

| Oh Love — CD (Alemania, Austria y Suiza) |                  |          |  |
| N.º                                      | Título           | Duración |  |
| 1.                                       | «Oh Love»        | 5:03     |  |
| 2.                                       | «American Idiot» | 2:54     |  |

| Oh Love — EP |                                        |          |  |
| N.º          | Título                                 | Duración |  |
| 1.           | «Oh Love»                              | 5:04     |  |
| 2.           | «American Idiot» (en vivo)             | 2:56     |  |
| 3.           | «Boulevard of Broken Dreams» (en vivo) | 4:22     |  |
| 4.           | «21 Guns» (en vivo)                    | 5:22     |  |
| 5.           | «Know Your Enemy» (en vivo)            | 3:11     |  |

## Posicionamiento en listas
| País              | Lista                  | Mejor posición |
| 2012              | 2012                   | 2012           |
| ----------------- | ---------------------- | -------------- |
| Alemania          | German Singles Chart   | 44             |
| Austria           | Austrian Singles Chart | 28             |
| Bélgica (Flandes) | Ultratip 50            | 24             |
| Bélgica (Valonia) | Ultratip 40            | 23             |
| Canadá            | Canadian Hot 100       | 45             |
| Estados Unidos    | Adult Pop Songs        | 23             |
| Estados Unidos    | Alternative Songs      | 3              |
| Estados Unidos    | Billboard Hot 100      | 97             |
| Estados Unidos    | Mainstream Rock Tracks | 5              |
| Estados Unidos    | Rock Airplay           | 1              |
| Estados Unidos    | Rock Songs             | 1              |
| Japón             | Japan Hot 100          | 5              |
| Países Bajos      | Single Top 100         | 88             |
| Reino Unido       | UK Rock Chart          | 19             |
| República Checa   | Radio Top 100 Chart    | 32             |
| Suiza             | Swiss Singles Chart    | 65             |

| País           | Lista                  | Posición |
| 2012           | 2012                   | 2012     |
| -------------- | ---------------------- | -------- |
| Estados Unidos | Alternative Songs      | 30       |
| Estados Unidos | Mainstream Rock Tracks | 34       |
| Estados Unidos | Rock Songs             | 22       |
| Japón          | Japan Hot 100          | 62       |

### Sucesión en listas
| Predecesor: «Burn It Down» de Linkin Park «Burn It Down» de Linkin Park | Rock Songs — Sencillo número uno 4 de agosto de 2012-11 de agosto de 2012 18 de agosto de 2012-29 de septiembre de 2012 | Sucesor: «Burn It Down» de Linkin Park «Ho Hey» de The Lumineers |

### Certificaciones
| País   | Organismo certificador | Certificación | Ventas certificadas | Ref.   |
| ------ | ---------------------- | ------------- | ------------------- | ------ |
| Italia | FIMI                   | Oro           | 15 000              | [ 76 ] |

## Créditos y personal
| - Billie Joe Armstrong: voz principal, composición y guitarra. - Chris Bilheimer: dirección de arte y diseño. - Rob Cavallo: producción. - Tré Cool: batería y percusión. - Mike Dirnt: bajo y coro. - Chris Dugan: ingeniería. | - Green Day: producción. - Ted Jensen: masterización en Sterling Sound, Nueva York. - Chris Lord-Alge: mezcla en Mix LA, Los Ángeles, California. - Pat Magnarella: administración. - Jason White: guitarra. - Grabado en JingleTown Recording, Oakland, California. |

Fuentes: Discogs y folleto de «Oh Love».